# Benjamin G. Locher
Fotografie von Benjamin Locher im Archiv der Evangelischen Kirche im Rheinland
Fotograf: Hans Lachmann

Link zum Bild

Benjamin „Benni“ Gottfried Locher (griechisch Βενιαμίν Λόχερ; * 16. Januar 1909 in Elberfeld; † 18. Mai 1987 in Düsseldorf) war ein reformierter Theologe, Pfarrer, Studiendirektor und Landeskirchenrat der Evangelischen Kirche im Rheinland.

## Leben
Benjamin Locher wurde als fünftes von zehn Kindern des Pfarrers (seit 1905/06) der Niederländisch-reformierten Gemeinde zu Elberfeld Gottfried Willem Locher (1871–1930) und dessen Frau (⚭ 1899 in Leiden) Egberdina Margaretha geb. Oberman (* 1879; † nach 1967) geboren. Der in Zevenhoven in Südholland geborene Vater war Schweizer Herkunft – sein Vater, der Pfarrer Theodor Jakob Locher (1831–1882), stammte aus Seebach bei Zürich –, die Mutter wurde in Stad Ommen in der niederländischen Provinz Overijssel geboren. Benjamin G. Locher war ein älterer Bruder des Berner Theologieprofessors Gottfried W. Locher (1911–1996). Der niederländische Kirchenhistoriker Heiko Augustinus Oberman war ein Neffe seiner Mutter.

### Tätigkeit in der „Bekennenden Kirche“
Nach einem Theologiestudium in Münster, Zürich und Bonn legte Locher im Frühjahr 1933 das Erste Theologische Examen vor dem Konsistorium in Koblenz ab (die Bekennende Kirche begann mit ihren eigenen Examinierungen erst im Herbst 1934). Er war 1933/34 Vikar bei Pfarrer Gustav Schönberger (1898–1954) in Gummersbach und London. Im November 1934 protokollierte er eine Konferenz der deutschen evangelischen Pfarrer in Großbritannien, an der u. a. auch Dietrich Bonhoeffer teilnahm, 1934–1937 plante er eine Promotion, war „Bernhardiner“-Stipendiat an der Universität Utrecht und predigte 1936/37 aushilfsweise in der Deutschen Gemeinde in Amsterdam. Wie viele andere Schüler von Karl Barth hielt sich Benjamin Locher zur Bekennenden Kirche und unterstand dem Provinzial-Bruderrat als ihrer Leitung. Er lehnte es ab, sich dem deutschchristlichen Konsistorium der Kirchenprovinz Rheinland der Evangelischen Kirche der Altpreußischen Union zu unterstellen und einen Treueid auf Adolf Hitler zu leisten. Im Herbst 1936 legte Benjamin Locher aus W.-Elberfeld vor dem Ausbildungsamt der Bekennenden Kirche das Zweite (praktische) Theologische Examen ab, wurde unter die Kandidaten der Theologie aufgenommen und Hilfsprediger in Elberfeld; am 11. April 1937 wurde er im Auftrag des Bruderrates durch Pastor Johannes Schlingensiepen in Barmen-Gemarke „als Hilfsprediger der Deutschen Gemeinde in Amsterdam“ ordiniert.
1937–1940 war Benjamin Locher Studieninspektor am illegalen (von der Gestapo geschlossenen) Reformierten Predigerseminar Am Mäuerchen 8a in Elberfeld. Am frühen Morgen des 3. Februar 1938 wurde er verhaftet und einen Tag im Polizeigefängnis Bendahl inhaftiert, abends wieder freigelassen. Die Arbeit mit den Kandidaten des Reformierten Predigerseminares in Elberfeld wurde noch bis 1940 illegal fortgeführt. Von April 1938 bis zum Verbot der Zeitschrift 1939 nahm Pastor Benjamin G. Locher die Schriftleitung der in Barmen herausgegebenen Reformierten Kirchenzeitung des Reformierten Bundes für Deutschland wahr. Locher trat im Herbst 1938 gegen den Antrag des Bruderrates an die Bekenntnissynode ein, beim Konsistorium die „Legalisierung“ der Prüfungen der Bekennenden Kirche zu beantragen, und lehnte den Eid auf Hitler weiterhin ab.
Benni Locher nahm am 12.–15. Juli 1938 in Utrecht mit insgesamt 15 deutschen Pfarrern der Bekennenden Kirche an einer geheimen Konferenz mit Karl Barth teil. Unter den Teilnehmern waren Heinrich-Ludwig Otten (1909–⚔ 1942), Günther Dehn, Helmut Gollwitzer, Heinrich Bornkamm, Harry Weisberg (1911–1971), Hans Hellbardt (1910–⚔ 1944), Karl Gerhard Steck, Walter Kreck, Ludwig Quaas (1908–1998), Hans Emil Weber, Edmund Schlink.

### Soldat im Zweiten Weltkrieg
Benjamin Locher war 1940 als Soldat in Bulgarien stationiert, dann auf der griechischen Insel Chios.
Im Rang eines Oberfeldwebels wurde er dort bei der Geheimen Feldpolizei (GFP) eingesetzt, wegen seiner Sprachkenntnisse – er sprach auch fließend Neugriechisch – als Dolmetscher bei der Spezialeinheit GFP-Gruppe 921, und ging einer „etwas merkwürdigen Tätigkeit nach, secreto-inquisitorischen Charakters“, in einer Einheit, die offene bzw. verdeckte Ermittlungen gegen Gruppen des Widerstands und Partisanen durchführte. Auf Chios war er nach eigenem Bekunden im Haus einer zum griechischen Widerstand gehörenden Familie einquartiert. Als die Widerstandsgruppe aufflog, habe er wider besseres Wissen vielen Mitgliedern bezeugt, sie seien nicht beteiligt gewesen, was zu zahlreichen Freisprüchen geführt habe. Ab Mai 1943 soll er Leiter der GFP in Katerini und als solcher verantwortlich für ein „Säuberungsunternehmen“ (Massaker mit 13 ermordeten Griechen) der GFP-Gruppe 921 am 17. Juli 1943 in Trilofos bei Saloniki gewesen sein.
Benjamin Locher erhielt das Kriegsverdienstkreuz I und II, beide mit Schwertern, und das Bulgarische Infanterie-Sturmabzeichen.

### Nachkriegszeit
Im Juni 1947 wurde die Wahl des Hilfspredigers Benjamin Locher als Nachfolger von Pfarrer Alfred Bonn († 1944) zum Pfarrer der Evangelisch-Reformierten Kirchengemeinde Elberfeld, Kreisgemeinde Elberfeld, von der Kirchenleitung bestätigt, er war bereits am 7. Juli 1946 in das Amt eingeführt worden. 1946–1958 war Locher Pfarrer der 4. Reformierten Pfarrstelle in Wuppertal und Dozent für Altes Testament am Seminar für Gemeindepflege und Kirchenmusik. Auf der Hauptversammlung vom 1.–3. Oktober 1946 in Detmold wurde Locher zum Stellvertreter von Wilhelm Niesel als Moderator des Reformierten Bundes gewählt. Im Mai 1947 wurde Pfarrer Locher zum Leiter des neugeordneten Bezirkskonventes „Elberfeld / Barmen / Lennep / Niederberg / Solingen“ der Bruderschaft Rheinischer Hilfsprediger und Vikare berufen, sein Assistent wurde der Alttestamentler Dr. Hans-Joachim Kraus.
Benjamin G. Locher, Georg Schultz (1889–1954) und Hermann Dietzfelbinger entwarfen das „Zweite Darmstädter Wort“ als „Botschaft“ des Bruderrats der EKD (Nachfolger des Reichsbruderrates der Bekennenden Kirche) vom 8. April 1948, das „in einer mehr als peinlichen Erklärung“ Stellung gegen den Antisemitismus und für Judenmission bezog: „Indem Israel den Messias kreuzigte, hat es seine Erwählung und Bestimmung verworfen.“ 1951 wurde Locher einer der Theologischen Beisitzer im Vorläufigen Schiedsgerichtshof der EKD, der eine eher verfassungs- und verwaltungsgerichtliche Funktion hatte. Entsprechend der Diskussionslage in der Kirchlichen Bruderschaft im Rheinland stellte der Synodale Pfarrer Benjamin Locher aus Wuppertal-Elberfeld auf der – gesamtdeutschen – EKD-Synode im Juni 1956 in Berlin erfolglos einen Antrag gegen die Einführung einer allgemeinen Wehrpflicht.
1958–1972 war Locher Direktor des Evangelischen Seminars für Gemeindepflege und Katechetik, dem Vorläufer des Pädagogischen Theologischen Instituts der Evangelischen Kirche im Rheinland. In der Düsseldorfer Graf-Recke-Straße 209 etablierte sich unter Leitung von Pfr. Benjamin Locher das Ev. Seminar, dessen Absolventen vielfachen Einsatz in Schul- und Gemeindedienst fanden, ein Kirchliches Oberseminar für katechetischen Dienst an Berufsschulen und die Landeskirchenmusikschule der Evangelischen Kirche im Rheinland. Die damalige „Landesvikarin“ für kirchliche Mitarbeiterinnen (Gemeindehelferinnen), spätere Pfarrerin Ruth Paskert (1910–2004), die sich 1958 öffentlich gegen eine Bewaffnung der Bundeswehr mit Atomwaffen ausgesprochen hatte, wurde von Kirchenrat Benni Locher zur Zurückhaltung ermahnt. 1961–1967 war Locher Mitglied bzw. Gast der Kammer der EKD für Öffentliche Verantwortung. Auf einer Tagung in Arnoldsheim im Januar 1965 wurde Pfarrer Locher aus Düsseldorf in die Arbeitsgemeinschaft „Juden und Christen“ beim Deutschen Evangelischen Kirchentag (Köln 1965) aufgenommen. 1968/69 gehörten Vizepräsident Werner Danielsmeyer (1910–1985), Heino Falcke, Hermann Klemm, Benjamin Locher, Landessuperintendent Heinz-Friedrich Pflugk (1903–1989), Kirchenrat Eduard Putz (1907–1990), Propst Walter Verwiebe (1908–1992) und Gottfried Voigt einer Arbeitsgruppe der EKD-Kammer für Öffentliche Verantwortung an, die im Rahmen von „Thesen zum Friedensdienst der Christen“ eine gemeinsame gesamtdeutsche evangelische Stellungnahme zum Wehrdienst erarbeiten sollte. Seit 1970 war Locher im Landeskirchenamt der EKiR in Düsseldorf als Landeskirchenrat u. a. zuständig für ökumenische Angelegenheiten.
Locher setzte sich in diesen Funktionen besonders ein für den jüdisch-christlichen Dialog, die 1965 herausgegebene Ostdenkschrift der EKD und das 1969 verabschiedete Anti-Rassismus-Programm des ÖRK. Er engagierte sich im landeskirchlichen Ausschuss „Christen und Juden“, im Reformierten Weltbund, in der Konferenz Europäischer Kirchen und war 1968–1976 Mitglied des Zentralausschusses des ÖRK. 1974 trat er in den Ruhestand.

### Ermittlungsverfahren wegen Tötung griechischer Staatsbürger
Auf Anzeige der griechischen Regierung wurden bei den Staatsanwaltschaften Bochum 1958 und Düsseldorf 1968 Ermittlungsverfahren gegen den ehemaligen Oberfeldwebel Benjamin Locher der GFP 621 und den ehemaligen Kommandeur der Kampfgruppe Eberlein (Sicherungs-Regiment 639), Oberst August von Eberlein, wegen Tötung griechischer Staatsbürger am 17. Juli 1943 in Trilofos bei Katerini in Griechenland eingeleitet. Die Verfahren in Bochum und Düsseldorf wurden 1963 bzw. 1968 eingestellt; weitere bei den Staatsanwaltschaften Koblenz und München I anhängige Verfahren gegen den Mitbeschuldigten August von Eberlein wurden wegen dessen Tod 1959/60 bzw. 1970 eingestellt.
1984 veröffentlichten die in Trilofos, Pieria, geborenen Griechen Efthymios Chalkidis (* 1943) und Miltiadis Terzopoulos (* 1937), die beide im Exil in Deutschland gelebt hatten, in Athen einen anklagenden Bericht Παπά Λόχερ απολογήσου … (Vater Locher, entschuldige dich …) über das Massaker von Trilofos. Die kirchliche Funktion Lochers in der Evangelischen Kirche der Nachkriegszeit wurde dabei von den Autoren hervorgehoben. Die Staatsanwaltschaft Hamburg nahm das 1970 eingestellte Verfahren gegen Locher und Eberlein 1990 wieder auf, stellte es aber 1995 ein, da man nicht feststellen könne, ob und wer von der GFP-Außenstelle in Katerini und welche Teile der Kampfgruppe Eberlein an den Taten teilgenommen habe und somit kein Täter zu ermitteln sei.
Efthymios Chalkidis war 1966 nach Deutschland emigriert und arbeitete als Schriftsteller. Miltiadis Terzopoulos lebte ab Ende 1957 in Deutschland, studierte Medizin an der Freien Universität Berlin, Promotion, engagierte sich gegen die Griechische Militärdiktatur und war ab Mitte 1975 Leiter der Abteilung für Anästhesiologie der Elisabeth Klinik Berlin, Vorsitzender der Griechischen Gemeinde Berlin e. V., engagiert im ökumenischen Gespräch und kehrte später nach Katerini zurück. Benjamin Locher soll sich bei einem Gespräch mit Miltiadis Terzopoulos im Oktober 1982 in Düsseldorf und im folgenden Jahr 1983 brieflich bei den Einwohnern von Trilofos dafür entschuldigt haben, „dass wir als deutsche Großmacht ein kleines Volk angegriffen und ihm Katastrophen angerichtet haben“ (ως γερμανική μεγάλη δύναμη, επιτεθήκαμε σε ένα μικρό λαό και του δημιουργήσαμε καταστροφές).

### Familie
Locher heiratete am 2. November 1946 Cornelia van Bruggen (* 1915), Tochter des Pfarrers Jan Pieter van Bruggen (1883–1972), des langjährigen Vorsitzenden des Kirchenrates der Nederlandse Hervormde Kerk in Amsterdam, und seiner Frau Aukje Lina Brugma (1885–1961). Ihre Tochter Aukelina Immer-Locher heiratete den Pfarrer Adalbert Immer, einen Sohn von Karl Immer. Eine weitere Tochter ist Catharina Merkelbach-Locher.

## Werke
- Protokoll der Konferenz der deutschen Evangelischen Pfarrer Großbritanniens mit den Vertretern der Deutschen Evangelischen Kirche, 8./9. Februar 1934. In: Eberhard Bethge (Hrsg.), Hans Goedeking, Martin Heimbucher, Hans-W. Schleicher (Bearb.): Dietrich Bonhoeffer Werke, Bd. XIII London 1933–1935. Kaiser, München 1994, S. vii, 97, 101, 216 und 558 (Google-Books; eingeschränkte Vorschau).
- (Übersetzer) Kornelis Heiko Miskotte: Das Problem der theologischen Exegese. In: Ernst Wolf (Hrsg.): Theologische Aufsätze. Karl Barth zum 50. Geburtstag. Kaiser, München 1936, 51–77.
- In memoriam D. Hermann Klugkist Hesse. In: Zeitschrift des Bergischen Geschichtsvereins 7 (1949), S. 116–118
- Krise der Ökumenischen Bewegung? In: Karl Halaski, Walter Herrenbrück (Hrsg.): Kirche, Konfession, Ökumene. Festschrift für Professor D. Dr. Wilhelm Niesel, Moderator des Reformierten Bundes zum 70. Geburtstag. Neukirchener, Neukirchen-Vluyn 1973, S. 85–94, ISBN 3-7887-0355-5.
- Das Leben Kohlbrügges. In: Monatshefte für evangelische Kirchengeschichte des Rheinlandes 25 (1976), S. 1–32
- (Referat) Christen und Juden. Zum Proponendum der Kirchenleitung. In: Protokolle der Kreissynode Ottweiler. 1979, S. 1–9
- Kohlbrügge, Hermann Friedrich. In: Neue Deutsche Biographie (NDB). Band 12, Duncker & Humblot, Berlin 1980, ISBN 3-428-00193-1, S. 423–425 (Digitalisat).